# Zero Tolerance
Zero Tolerance Entertainment es un estudio de cine pornográfico estadounidense creado en 2002 por Greg Alves. Sus películas son del género gonzo. Cuenta con los estudios Third Degree Films, Gender X, especializado en sexo transexual, y Black Ice, de sexo interracial, como filiales.
El nombre fue elegido porque la empresa se comprometió a tener "tolerancia cero para el porno malo". El primer título de la compañía fue Who's Your Daddy? 1, coprotagonizado por los actores Alaura Eden, Cindy Crawford, Courtney Devine, Mark Davis, Mark Wood y Taylor Rain.
En 2006, la compañía comenzó a incluir una pista adicional en idioma español en todos sus DVD, en un intento de acceder al cada vez más importante grupo demográfico de habla hispana en los Estados Unidos y América Latina. En 2007, la compañía firmó un acuerdo con Hustler TV para proporcionar su contenido en el canal en gran parte del continente americano.